# Федоренко, Николай Григорьевич
Николай Григорьевич Федоренко (1921—2006) — генерал-майор государственной безопасности, участник Великой Отечественной войны.

## Биография
Николай Федоренко родился 13 декабря 1921 года в селе Белогоровка (ныне — Хобдинский район Актюбинской области Казахстана). С раннего возраста работал счетоводом, бухгалтером. В 1940 году Федоренко был призван на службу в Рабоче-крестьянскую Красную Армию. Участвовал в боях Великой Отечественной войны. После войны окончил Ульяновское танковое училище и служил в нём, пока в 1947 году не был уволен в запас.
В 1949 году Федоренко окончил партшколу, а позднее — Ульяновский педагогический институт. С 1951 года служил в органах МВД СССР. Окончил Высшую школу МГБ СССР. В 1954 году переведён на партийную работу в Смоленскую область, был первым секретарём Глинковского и Гжатского райкомов КПСС. В августе 1961 года по партийной рекомендации Федоренко был принят на службу в органы КГБ СССР и назначен заместителем начальника Управления КГБ СССР по Смоленской области. В 1964—1973 годах руководил этим Управлением, а в 1973—1984 годах — Управлением КГБ СССР по Кировской области. В апреле 1975 года Федоренко было присвоено звание генерал-майора государственной безопасности.
Выйдя в отставку, Федоренко проживал в Смоленске, до 1991 года работал начальником отдела в Смоленском ЦКТБ. Умер в 2006 году, похоронен на Новом кладбище Смоленска.
Почётный сотрудник госбезопасности. Был также награждён орденами Отечественной войны 1-й степени, Трудового Красного Знамени, Красной Звезды и «Знак Почета», рядом медалей.